# Euxoa heringi
Euxoa heringi là một loài bướm đêm thuộc họ Noctuidae. Nó được tìm thấy ở Thổ Nhĩ Kỳ, Israel và Trung Á.
Con trưởng thành bay vào tháng 8 đến tháng 10. Có một lứa một năm.